# Asociación de Fútbol Profesional del Cañar
La Asociación de Fútbol Profesional del Cañar es un subdivisión de la Federación Deportiva del Cañar en el Ecuador. Funciona como asociación de equipos de fútbol dentro de la Provincia del Cañar. Bajo las siglas AFCA, esta agrupación está afiliada a la Federación Ecuatoriana de Fútbol.
La AFCA incluye los siguientes equipos:

## Clubes Afiliados
| 1  | Club Deportivo Ciudadelas del Norte | La Troncal |
| 2  | Club Deportivo Cañar Fútbol Club    | La Troncal |
| 3  | Club Grupo Alcívar                  | La Troncal |
| 4  | Club Deportivo Canteros Aliados     | La Troncal |
| 5  | Club Equipo de Cristo               | La Troncal |
| 6  | Club Deportivo La Troncal Unida     | La Troncal |
| 7  | Club Deportivo San Francisco        | Azogues    |
| 8  | Azogues Sporting Club               | Azogues    |
| 9  | Club Independiente Azogues          | Azogues    |
| 10 | Club Deportivo Municipal Cañar      | Cañar      |
| 11 | Club Deportivo D' León              | Cañar      |
| 12 | Triunfo City Fútbol Club            | El Triunfo |

### Palmares Campeonato Masculino
| Equipo                                                                                       | Campeonatos | Subcampeonatos | Años campeón                 |
| -------------------------------------------------------------------------------------------- | ----------- | -------------- | ---------------------------- |
| [[Archivo:\|20x20px\|border\|Bandera de Azogues]] Club Deportivo San Francisco               | 5           | 0              | 1998, 2016, 2017, 2018, 2019 |
| Club Deportivo Municipal Cañar                                                               | 4           | 6              | 2004, 2006, 2011, 2012       |
| [[Archivo:\|20x20px\|border\|Bandera de Azogues]] Club Deportivo Casa Quishpi                | 3           | 1              | 1988, 1989, 1990             |
| Club Deportivo Ciudadelas del Norte                                                          | 2           | 2              | 2013, 2015                   |
| Club Deportivo La Troncal                                                                    | 2           | 1              | 1987, 2002                   |
| [[Archivo:\|20x20px\|border\|Bandera de Azogues]] Azogues Sporting Club                      | 2           | 1              | 2020, 2022                   |
| Club Deportivo Cañar Fútbol Club                                                             | 1           | 2              | 2014                         |
| [[Archivo:\|20x20px\|border\|Bandera de Azogues]] Junior Fútbol Club                         | 1           | 0              | 2023                         |
| [[Archivo:\|20x20px\|border\|Bandera de Azogues]] Club Independiente Azogues                 | 1           | 0              | 2021                         |
| Club Deportivo Asociación de Deportistas Amigos Troncalenses                                 | 1           | 0              | 2009                         |
| Club Deportivo Municipal El Tambo                                                            | 1           | 0              | 2008                         |
| Club Social, Cultural y Deportivo Manuel J. Calle                                            | 1           | 0              | 2007                         |
| [[Archivo:\|20x20px\|border\|Bandera de Azogues]] Club Deportivo Azogues                     | 1           | 0              | 2005                         |
| Club Deportivo D' León                                                                       | 0           | 2              |                              |
| Triunfo City Fútbol Club                                                                     | 0           | 1              |                              |
| Club 25 de Agosto                                                                            | 0           | 1              |                              |
| Club Deportivo Biblián                                                                       | 0           | 1              |                              |
| [[Archivo:\|20x20px\|border\|Bandera de Azogues]] Club Deportivo Emikos                      | 0           | 1              |                              |
| [[Archivo:\|20x20px\|border\|Bandera de Azogues]] Club Social, Cultural y Deportivo Libertad | 0           | 1              |                              |
| Club Deportivo Uniban                                                                        | 0           | 1              |                              |
| Club Equipo de Cristo                                                                        | 0           | 1              |                              |
| Club Grupo Alcívar                                                                           | 0           | 1              |                              |
| [[Archivo:\|20x20px\|border\|Bandera de Azogues]] Sevilla Sporting Club                      | 0           | 1              |                              |

### Palmares Campeonato Femenino
| Equipo                                                                       | Campeonatos | Subcampeonatos | Años campeón |
| ---------------------------------------------------------------------------- | ----------- | -------------- | ------------ |
| Club Deportivo Canteros Aliados                                              | 2           | 0              | 2021, 2022   |
| [[Archivo:\|20x20px\|border\|Bandera de Azogues]] Club Independiente Azogues | 0           | 1              |              |
| Club Deportivo La Troncal Unida                                              | 0           | 1              |              |